# Peràcies

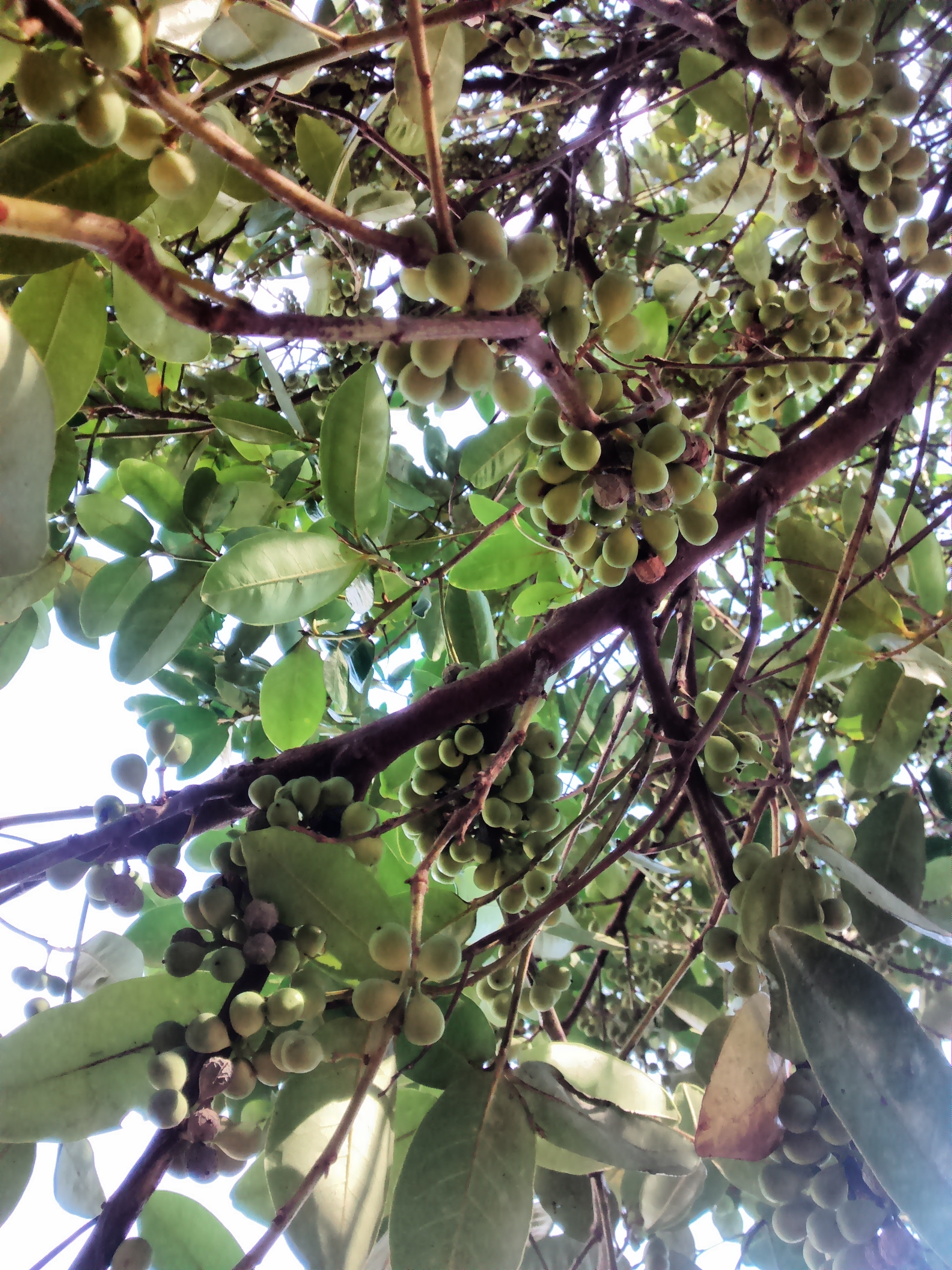
Fruits de Pera glabrata

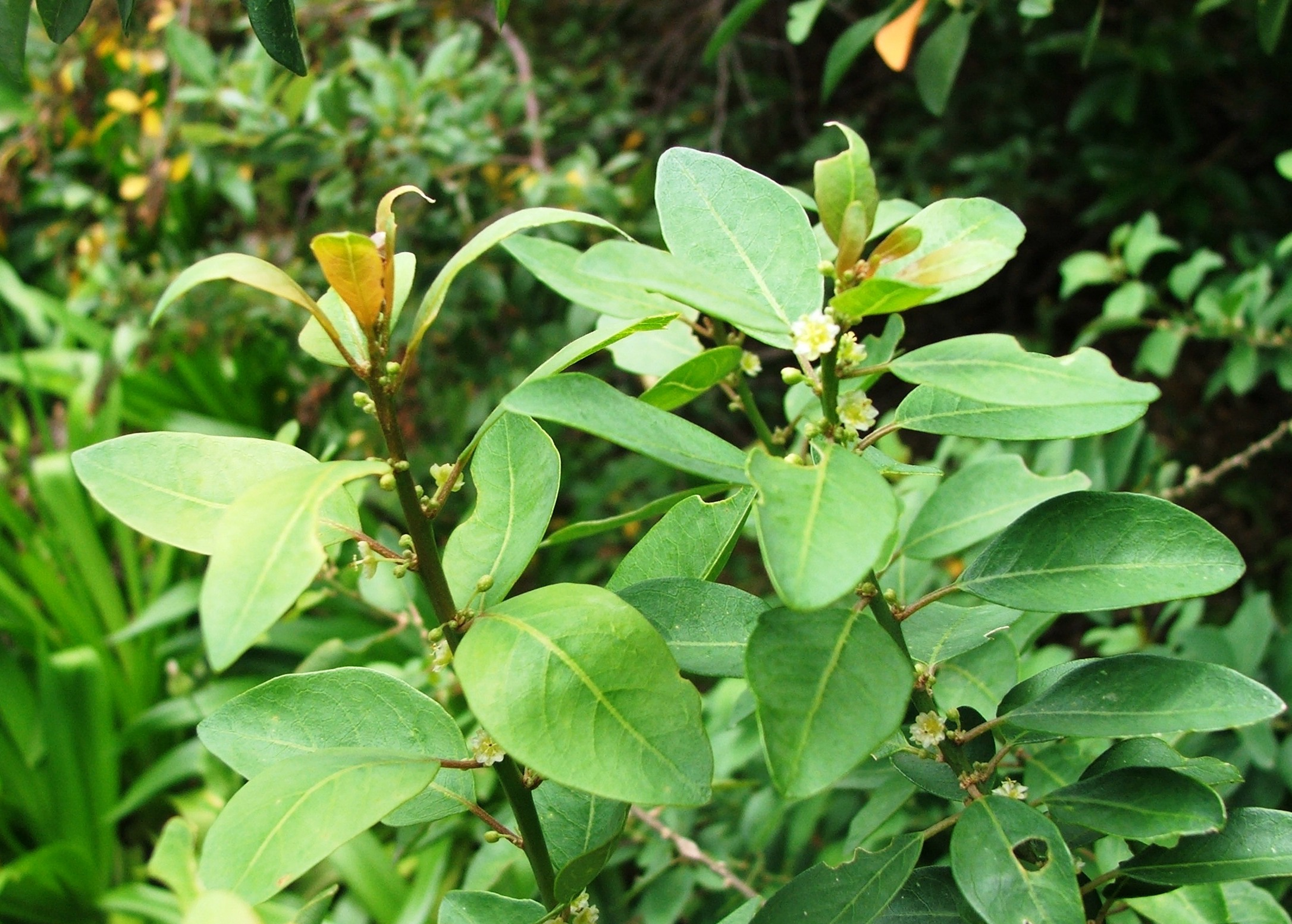
Clutia pulchella

Les peràcies (Peraceae) són una família de plantes angiospermes de l'ordre de les malpighials (Malpighiales) , dins del clade de les fàbides, un subclade de les ròsides. La seva distribució és pantropical.

## Descripció
Són arbusts o arbres dioics, les fulles són simples, tenen el marge enter, la nervadura pinnada i es disposen en espiral. Flors unisexuals, que s'agrupen en Inflorescències axil·lars, les flors, masculines i femenines, poden ser diclamídies, monoclamídies o aclamídies, si tenen periant és persistent. El fruit és una càpsula dehiscent.

## Taxonomia
Aquesta família va ser publicada per primer cop l'any 1859 a la revista Monatsberichte der Königlich preussischen Akademie der Wissenschaften zu Berlin (Informes mensuals de la Reial Acadèmia Prussiana de Ciències i Humanitats de Berlín) pel botànic alemany Johann Friedrich Klotzsch (1805-1860).

### Gèneres
Dins d'aquesta família es reconeixen els 5 gèneres següents:
- Chaetocarpus Thwaites
- Clutia Boerh. ex L.
- Pera Mutis
- Pogonophora Miers ex Benth.
- Trigonopleura Hook.f.

## Història taxonòmica
Les primeres versions del sistema de classificació filogenètica APG, APG I (1998) i APG II (2003), no van reconèixer la família de les peràcies. La tercera versió, APG III (2009), tampoc va ser reconeguda, però en espera de nous estudis que ho confirmessin, ja indicava que caldria fer-ho per tal del conservar el monofiletisme de les euforbiàcies. La família va ser reconeguda a la quarta versió, APG IV (2016), separant-la de les euforbiàcies.